# Paul Rigaumont
Paul Rigaumont (16 febbraio 1920 – 20 ottobre 1960) è stato un pallanuotista belga, che ha disputato le olimpiadi 1948, gareggiando nel torneo di pallanuoto.